# Mr Haze
Mr Haze is een nummer van de Schotse band Texas uit 2021. Het is de tweede single van hun tiende studioalbum Hi.
Het nummer bevat een sample uit Love's Unkind van Donna Summer, dit als eerbetoon aan Summer. "Mr Haze" werd opgenomen in Schotland tijdens de coronapandemie. Het nummer flopte in thuisland het Verenigd Koninkrijk, maar werd opvallend genoeg wel een kleine hit in België, met een 50e positie in de Vlaamse Ultratop 50.

## Tracklijst
- Muziekdownload

1. "Mr Haze" - 3:39